# John Russell (roer)
John Michael Russell (3. august 1935 - 22. januar 2019) var en engelsk roer fra London.
Russell vandt, sammen med Hugh Wardell-Yerburgh, William Barry og John James, en sølvmedalje for Storbritannien i firer uden styrmand ved OL 1964 i Tokyo. I finalen blev briterne kun besejret af Danmark, der vandt guld, mens USA's båd fik bronze. Han deltog også ved OL 1960 i Rom, som del af den britiske firer med styrmand, der ikke nåede finalen.

## OL-medaljer
- 1964:  Sølv i firer uden styrmand